# Rainer Wagner (Religionspädagoge)
Rainer Wagner (* 24. Juli 1951 in Weißenfels) war von 2007 bis 2015 Bundesvorsitzender der Union der Opferverbände Kommunistischer Gewaltherrschaft (UOKG) und von 2014 bis 2015 Vorsitzender der Vereinigung der Opfer des Stalinismus.

## Leben
Wagner versuchte bereits als 15-Jähriger, aus der DDR zu flüchten. 1967 wurde er wegen „versuchten gewaltsamen Grenzdurchbruchs“ in der DDR zu einer Haftstrafe von einem Jahr und zwei Monaten verurteilt. Aus einem Protokoll der Eisenacher Volkspolizei und seinem Haftbefehl geht hervor, dass er angeblich unter dem Einfluss westdeutscher Fernsehsendungen zu dem Schluss gekommen war, nach Westdeutschland zu gehen, wo eine „wahrhaft christliche Partei“, die CDU, als einzig legitime Regierungspartei die Macht innehabe. Die DDR sei ein von Gott nicht gewollter Staat, außerdem könne er den Dienst in der Volksarmee nicht mit seinem Glauben vereinbaren. Er sei zu der Auffassung gelangt, er könne in der DDR nicht frei leben. Westdeutschland sei der einzig legitime Staat in Deutschland, weil die westdeutsche Regierung aus freien Wahlen hervorgegangen sei. Auch unterstütze er, Rainer Wagner, Otto von Habsburg in seinem Bestreben, eine gesamtdeutsche Monarchie zu bilden, die die Regierungsgewalt in Deutschland, Österreich und Ungarn ausüben solle.
Aufgrund seiner Jugend sollte Wagner nach 2/3 der Haftzeit entlassen werden. In seine Haftzeit fiel der Sechs-Tage-Krieg, in dem die DDR auf der arabischen Seite stand. Als Wagner während einer Diskussion in Haft erklärte, dass Deutsche nach dem „Dritten Reich“ nicht gegen Israel stehen dürften und Israel das Land ja schon zu biblischen Zeiten innehatte, musste er die gesamte Haftzeit verbüßen.
Von 1970 bis 1974 besuchte er das Theologische Seminar des Evangelischen Gnadauer Gemeinschaftswerkes (Landeskirchliche Gemeinschaft) in der DDR in Falkenberg. Danach war er bis 1984 Prediger des „Gemeinschaftsverbandes Sachsen-Anhalt“ – innerhalb der Evangelischen Kirche (Landeskirchliche Gemeinschaft) in der Lutherstadt Wittenberg und Tangermünde. Ab 1984, nachdem er aus der DDR ausreisen konnte, war er bis 2017 Stadtmissionsleiter der Innerkirchlichen Stadtmission im Evangelischen Gemeinschaftsverband Pfalz e.V. in Bad Bergzabern und Neustadt an der Weinstraße. Seit 2014 ist er Lehrer für Bibelkunde an der Siloah-Bibelschule. Seit 2017 ist er Prediger der Evangelischen Gemeinschaft Meckenheim e.V.
Die offizielle Anerkennung als politischer DDR-Häftling wurde ihm mit Bescheid vom 23. Mai 1984 – nach dem Häftlingshilfegesetz (HHG 10,4) – von der Bezirksregierung Rheinhessen-Pfalz erteilt. Außerdem existiert ein Rehabilitierungsbescheid nach dem Beruflichen und Verwaltungsrechtlichen Rehabilitierungsgesetz, §§ 17,22 des Regierungspräsidiums Halle vom 23. November 1995 sowie ein Rehabilitierungsurteil des Bezirksgerichts Halle 2. Senat vom 27. Mai 1992. Der ihm vorgeworfene „versuchte gewaltsame Grenzdurchbruch“, ein „ungesetzlicher Grenzübertritt“, oder der Versuch dazu gehörte zu den politischen Kerndelikten in der DDR.
1995 erfolgte die Gleichstellung von Wagners Ausbildung mit der eines Diplom-Religionspädagogen (FH), 1999 dann die Ordination zum Prädikanten durch die Evangelische Kirche der Pfalz.
Wagner wurde 2007 Bundesvorsitzender der Union der Opferverbände Kommunistischer Gewaltherrschaft und 2014 Vorsitzender der Vereinigung der Opfer des Stalinismus. Im April 2015 legte er beide Ämter sowie seinen Sitz in der Experten-Kommission des Bundestages zur Zukunft der Stasi-Unterlagenbehörde nieder. Die Berliner Zeitung sah die öffentlich mit seiner Gesundheit begründeten Rücktritte im Zusammenhang mit einer öffentlich gewordenen, „rassistischen Rede“ Wagners von 2006.

## Theologische Positionen
Rainer Wagner ist ein biblizistischer Pietist und Kreationist. Seine theologischen Veröffentlichungen beinhalten vor allem Fragen der Bibelkunde, der christlichen Apologetik, der Heilsgeschichte, der Kirchengeschichte und der Homiletik aus konservativ biblischer Sicht.
Wagner betrachtet die 2006 auf der Frankfurter Buchmesse eingeführte Bibelübersetzung „Bibel in gerechter Sprache“ als „gotteslästerlich“ und vom „Satan aufgebrachte Irrlehre“, da sie sich bezüglich des Gottesbegriffs nicht nur am Urtext orientiere, sondern bewusst weltanschauliche Motive einfließen lasse.
Wagner betrachtet Israel als Gottes auserwähltes Volk und den Staat Israel als Erfüllung biblischer Prophezeiungen (Christlicher Zionismus). Schon zu DDR-Zeiten trat Wagner aktiv für den Staat Israel und gegen Antisemitismus auf.
Anfang 2016 veröffentlichte er in seinem Gemeindebrief einen Text des ehemaligen Chemnitzer Pfarrers Theo Lehmann aus dem Jahr 2004, in dem dieser vor der bevorstehenden Christenverfolgung in Deutschland warnt. Der Text wurde mit Bezug auf die Flüchtlingssituation 2015 in Deutschland kontrovers aufgenommen und scharf kritisiert.

## Politische Positionen
Zusammen mit anderen ehemaligen DDR-Bürgerrechtlern und Opfern der SED-Diktatur sprach sich Wagner vor der Landtagswahl am 14. September 2014 in Thüringen gegen eine mögliche Beteiligung der Partei Die Linke an der zukünftigen Regierung aus. Eine solche Beteiligung wäre „eine fatale Fehlentscheidung mit desaströsen europapolitischen und außenpolitischen Folgen“, da Die Linke über „immense demokratische Defizite“ verfüge und in sich „linkspopulistische, linksradikale und sogar linksextremistische Tendenzen“ vereinige.

## Kirchliche Tätigkeit
- 1986–1999: Obmann der Evangelischen Notgemeinschaft in Deutschland e.V.
- seit 1997: Vorsitzender der Regionalgruppe Südwestdeutschland des Bibelbund e.V.
- seit 1998: Mitglied im ständigen Ausschuss des Bibelbund e.V.
- 2000–2016: mit Unterbrechung Vorsitzender der Evangelischen Allianz in Neustadt/W.
- seit 2012: Mitglied des Vertrauensrats des Netzwerks bekennender Christen in der Pfalz[16]

## Tätigkeit in Vereinen
- 1986[17] bis Mai 2015[18]: Mitglied des Landesvorstandes der Ost- und Mitteldeutschen Vereinigung der CDU Rheinland-Pfalz (ab 1998 Stellvertreter des Landesvorsitzenden)[17]
- bis April 2015: Vorsitzender des Beirates der Stiftung Gedenkstätte Berlin-Hohenschönhausen
- bis April 2015; Mitglied des Beirates der Stiftung Berliner Mauer
- seit 2004 Mitglied des Bundesvorstandes der „Union der Opferverbände kommunistischer Gewaltherrschaft UOKG“ e. V. (Juli 2007 bis April 2015 Vorsitzender).[19][20]
- 2014 bis April 2015: Vorsitzender der Vereinigung der Opfer des Stalinismus
- bis April 2015: Mitglied der Expertenkommission des Bundestages zur Zukunft der Stasiunterlagen-Behörde

## Ehrungen
- 2004: Bundesverdienstkreuz am Bande
- 2013: Goldene Ehrennadel der UOKG
- 2015: VOS-Abzeichen mit Goldkranz

## Veröffentlichungen
- Praxisbuch Kurzbibelschule. Hänssler, Neuhausen-Stuttgart 1991, ISBN 3-7751-1641-9. Neuauflagen 1997 und 2005, ISBN 3-933372-83-6.

Russisch: Vvedenie v Biblija. Kiew 2013, ISBN 978-966-2089-64-6.
Kasachisch: Kieli kitapqa kirispe. Licht im Osten, Almaty 2017, ISBN 978-601-06-4379-6.
- Arbeitsbuch Heilsplan Glaubenslehre. Lahr 1995, ISBN 3-88002-554-1. Übersetzung ins Russische 2004 und ins Ungarische 2006.
- Alle in einem Boot – Ökumene und der Preis der Einheit. Bielefeld 2000, ISBN 3-89397-455-5.
- Gemeinde Jesu zwischen Spaltung und Ökumene. 2000 Jahre Kirchengeschichte aus bibeltreuer Sicht. Wuppertal 2002, ISBN 3-87857-314-6.
- Mit 15 im Knast. Nürnberg 2006, ISBN 3-937965-32-7.
- Auf der Suche nach Erweckung. Geistliche Entwicklungen verstehen – 100 Jahre Berliner Erklärung. Dillenburg 2009, ISBN 978-3-89436-691-9.
- Handbuch zur Heilsgeschichte. Mitternachtsruf, Dübendorf 2020, ISBN 978-3-85810-513-4.

Wagner ist Mitautor weiterer Bücher.